# Ženský svět
Ženský svět bylo české osvětové, vzdělávací a zábavné periodikum pro ženy, někdy označované jako feministický časopis, vycházející v letech 1896 až 1930. Po Ženských listech se řadilo na místo asi druhého nejčtenějšího časopisu pro ženy v Rakousku-Uhersku.

## Historie
První číslo vyšlo 20. prosince 1896 s podtitulem List paní a dívek českých ve vydavatelství Jana Otty. Primárně vznikl jako tiskový orgán Ústředního spolku žen, založeného na prvním sjezdu českoslovanských žen v roce 1897, kterým byl vydáván. Časopis působil na formování emancipačního hnutí žen a na národní uvědomování žen v českých zemích. Rovněž zde byly tlumočeny požadavky žen na rovné volební právo či zrušení celibátu učitelek. V té době patřil list k jedněm z mála ženských časopisů v češtině na trhu.
Prvními šéfredaktorkami byly Věnceslava Lužická a Teréza Nováková, později pak např. Pavla Maternová. K přispěvatelkám patřily Eliška Krásnohorská, Anna Bayerová, Johanna Kuffnerová, Josefa Humpalová-Zemanová, Doubravka Raisová a další, přispívali také spisovatelé, básníci i historikové.
Po vzniku Československa a uvolnění mediální cenzury úroveň časopisu od roku 1918 postupně klesala s narůstající konkurencí jiných českých periodik, a proto se redakce rozhodla od roku 1930 jeho vydávání ukončit, podobně jako byly ukončeno vydávání Ženských listů, Zlaté Prahy nebo Světozoru.